# Il maniaco della velocità
Il maniaco della velocità (The Speed Maniac) è un film muto del 1919 diretto da Edward J. Le Saint. Prodotto e distribuito dalla Fox Film Corporation, aveva come interpreti Tom Mix, Eva Novak, Charles K. French, Lee Shumway.

## Trama

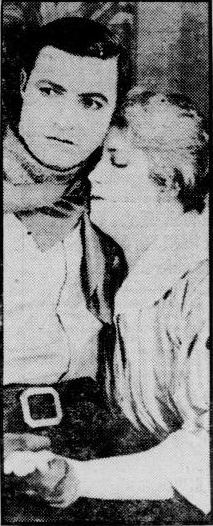
Tom Mix e Eva Novak

Billy Porter, proprietario di un ranch nel West, lavora a una sua invenzione per potenziare il motore di un'automobile. Volendo trovare il modo di produrre il suo nuovo motore, si reca a San Francisco ma, appena giunto in città, viene derubato di tutto il suo denaro. Conosce un ragazzino, Jim McClusky, e suo padre, il pugile Knockout McClusky, che si trova in carcere per un omicidio del quale si proclama innocente. Billy si prende cura dei quattro ragazzi McClusky finché Knockout non viene rilasciato. Un giorno, nel parco, interviene per fermare i cavalli imbizzarriti di Pearl Matthews, facendo amicizia con la giovane. Poco prima di un combattimento di Knockout contro Tiger Doran, Billy scopre che il suo amico è stato drogato. Aiutato da John B. Prescott, Billy riesce a mettere fuori gioco il disonesto Doran. Prescott, in seguito, si rivela essere il padre di Billy, presidente di una grossa azienda automobilistica. Billy perfeziona il suo motore per l'azienda di Prescott, partecipando anche a una corsa automobilistica. Nonostante un tentativo di sabotaggio alla sua auto, il giovane vince la gara e conquista anche l'amore di Pearl.

## Produzione
Il titolo di lavorazione del film , prodotto dalla Fox Film Corporation, era High Speed. Alcune scene furono girate alla Casa del soldato di Santa Monica e all'Elysian Park di Los Angeles. Secondo alcune fonti, nella produzione vennero utilizzati dei veterani della guerra civile americana della Casa del soldato.

## Distribuzione
Il copyright del film, richiesto da William Fox, fu registrato il 19 ottobre 1919 con il numero LP14326. Nello stesso giorno, uscì nelle sale cinematografiche statunitensi distribuito dalla Fox Film Corporation. In Danimarca, la pellicola uscì il 6 novembre 1922 con il titolo Manden af stål. In Brasile, fu distribuito come Vertigem da Velocidade.
In Italia, fu distribuito dalla Fox nel 1923 con il visto di censura numero 17985.
Non si conoscono copie ancora esistenti della pellicola che viene considerata presumibilmente perduta.